# Laslo Babits
Laslo Babits, född 17 april 1958, död 12 juni 2013, var en friidrottare från Kanada. Han deltog vid olympiska sommarspelen 1984.